# RK Sloga Doboj
Der Rukometni Klub Sloga Doboj (deutsch Handballklub Eintracht Doboj) ist ein bosnischer Handballverein aus Doboj. Der seit 1958 bestehende Verein spielt in der Rukometna Premijer Liga, der ersten Handballliga in Bosnien und Herzegowina. 
Im jugoslawischen Pokal verlor Sloga 1983 im Finale gegen den späteren Meister Metaloplastika Šabac. Dadurch qualifizierte sich die Mannschaft für den Europapokal der folgenden Saison. Im Europapokal der Pokalsieger 1983/84 unterlag man im Endspiel beim FC Barcelona mit 21:24. Im Jahr 2012 gewann die Männermannschaft erstmals in der Vereinsgeschichte die bosnische Meisterschaft, nachdem sie 2005 und 2006 bereits Pokalsieger geworden war. In der Saison 2012/13 nahm der Verein zusätzlich an der SEHA-Liga teil, wo er den zehnten und letzten Platz belegte.

## Bekannte ehemalige Spieler
- Sergej Budanow
- Dejan Dobardžijev
- Muhamed Memić
- Slobodan Mišković
- Zdravko Rađenović
- Stanko Sabljić
- Faruk Vražalić